# Alkronmal
Alkronmal (Bucculatrix cidarella) är en fjärilsart som beskrevs av Philipp Christoph Zeller 1839. Alkronmal ingår i släktet Bucculatrix och familjen kronmalar. Arten är reproducerande i Sverige. Inga underarter finns listade i Catalogue of Life.

## Bildgalleri

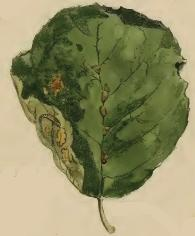
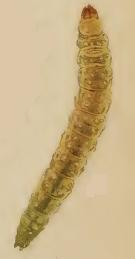